# Яків Стрепа
Яків (Якуб) Стрепа (Стшемє; пол. Jakub Strzemię (Strepa) herbu Strzemię; 1340, Краків — 21 жовтня 1409, Львів) — релігійний діяч, Галицько-львівський латинський архієпископ (з 1391/1392 року), францисканець, блаженний Католицької церкви.

## Біографія
Яків з шляхетного роду Стрепа, народився близько 1340 року на землях Краківської архидієцезїї. Юнаком вступив до Ордену Францисканців, де згодом його відправили навчатися до Риму. Після повернення з Риму став настоятелем краківського монастиря, а згодом — монастиря у Львові. 28 січня 1392 року консекрований Мацеєм — єпископом Перемиським на єпископа галицького у церкві в Тарнові.
Будучи єпископом, відзначався ревністю в організації та зміцненні єпархії. Розвинув культ Пресвятих Дарів через розміщення в міських храмах дарохранительниць, запровадження адорації виставлених Пресвятих Дарів і євхаристійної процесії.
В щоденному житті блаженний відзначався простотою і францисканською вбогістю. До кінця свого життя не перестав носити сутану францисканців. Мурований маєток в центрі Львова, який йому подарував король Владислав II Ягайло, передав на потреби дієцезії, а сам оселився у скромному дерев'яному будиночку. Сам особисто навчав правд віри і катехизував, але більше всього турбувався про здобуття дітей для Небесного Царства. Його відданість цій справі спричинилася до надання йому титулу «Приятеля дітей».
Відзначався блаженний Яків і особливим культом до Пресвятої Діви Марії, з нагоди різних проявів її культу встановлював відпусти. Хроніки передають, що з'явилася йому Божа Матір з Дитятком Ісусом на руках. Коли переживав нелегкий час, закликав: «Будь мені Матір'ю!», а у відповідь почув слова: «Маєш Матір і її Сина», — і побачив ті Святі Постаті. Сцену цього з'явлення Блаженний помістив на архієпископській печатці, як свій герб.
1403 року проживав у Львові. 15 лютого уклав з магістратом угоду, за якою взамін власного будинку (єпископської резиденції) отримував міський біля монастир францисканців, який стояв на розі.
Був вразливий до потреб бідних і хворих, тому свої єпископські доходи призначив на потреби шпиталю Святого Духа та на притулок для бідних і паломників. Хотів перенести столицю єпископства з Галича до Львова, тому почав будувати у Львові катедру (кафедральний собор), який освячено у 1404 році. За рік до смерті відмовився від участі у «схизматицькому» соборі в Пізі, чим проявив себе як вірний син Католицької Церкви.
Помер 20 жовтня 1409 року. В заповіті написав, що хоче бути похованим у францисканському монастирі Святого Хреста у Львові (існував пам'ятний надгробок з епітафією). Після ексгумації тіла, похованого біля захристя, було виявлено його нетлінність (твердження, можливо, суперечливе).

## Вшанування пам'яті
- 1619 р. мощі блаженного Якова Стрепи перенесено з монастирської каплиці до нового гробу в храмі, де почали відбуватися чудеса. Чудеса відбувалися не тільки при гробі: коли його єпископською митрою торкалися страждаючих від болю голови — біль проходив. Блаженний Яків Стрепа з'являвся також тим, хто потребував допомоги в несподіваних ситуаціях; з'явився над палаючим Львовом і врятував монастир францисканців від пожежі. Монахи назвали його Провісником миру серед ворогуючих.
- 11 вересня 1790 р. внаслідок численних чудес папа Пій VI оголосив його блаженним.
- 1910 р. папа Пій X проголосив блаженного Якова покровителем львівської дієцезії разом зі святим Антонієм Падуанським — покровителем провінції ордену францисканців.
- Вулиця у Львові (тепер Гладишевського).